# Parking
Pour les articles homonymes, voir Parking (homonymie) et Parc (homonymie).

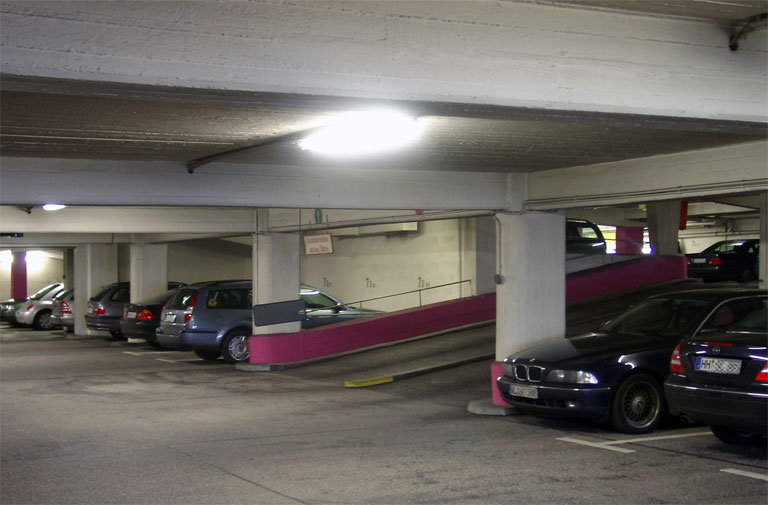
Exemple de parking souterrain en Allemagne.

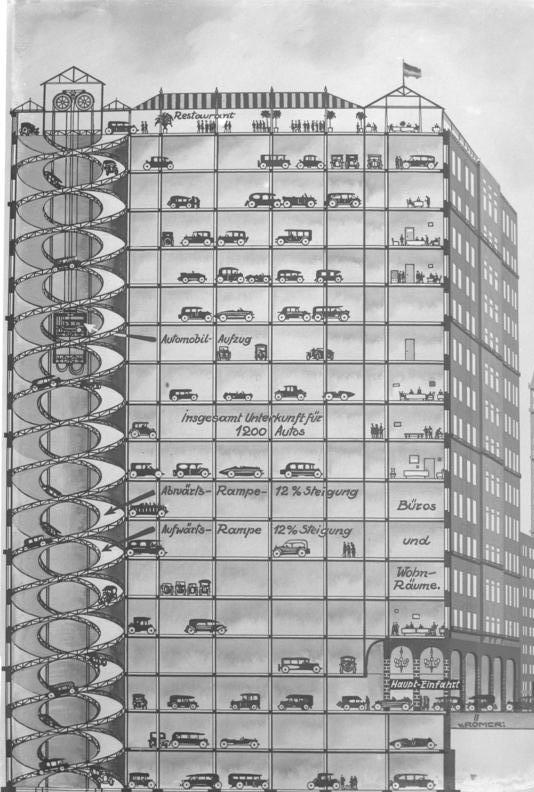
Projet d'hôtel à parking intégré (Automobilhotel) à Berlin, Allemagne, 1928.

Un parking, ou parc de stationnement, voire simplement stationnement, est un espace ou un bâtiment spécifiquement aménagé pour le stationnement des véhicules. Il peut être public ou privé, en enclos, en élévation ou souterrain. On en trouve le plus souvent à côté des bâtiments publics (gare, aéroport), des lieux de travail, des centres commerciaux ou devant les grandes surfaces pour accueillir les usagers.
Le symbole signalétique presque universel signifiant « parking » est un « P » majuscule blanc sur un disque ou un carré bleu. En Amérique du Nord par contre, le fond est vert. On le trouve sur des panneaux qui signalent l'abord d'un parking d'ouvrage, d'un parc de stationnement ou de places de stationnement. Il est également repris comme tel sur les cartes routières et les plans de villes. En Amérique du Sud, on trouve le « E » de l'espagnol estacionamiento et du portugais estacionamento (« stationnement, parking »).
Lorsqu'ils sont expressément autorisés et réservés au stationnement, les emplacements où il est possible de garer un véhicule dans la rue sont parfois, eux aussi, signalés par ce même symbole. Celui-ci figure généralement sur des panneaux ou sur les horodateurs installés à proximité pour délivrer les tickets de paiement aux automobilistes qui viennent stationner là. On ne parle cependant pas de « parking » mais de « zone de stationnement ». On parle aussi de stationnement en voirie. Dans la mesure où l'espace urbain est rare et où le nombre de véhicules ne cesse d'augmenter, l'accès à ces places tend de plus en plus à être réglementé, limité dans la durée, voire payant, généralement en fonction de la durée. Il existe différents moyens de paiement et de contrôle d'accès du stationnement en voirie, qui ne sont pas forcément les mêmes que ceux utilisés dans les parkings. Les parkings sont en général gérés par des opérateurs de stationnement.

## Terminologie
Le mot « parking » est un emprunt à l'anglais attesté depuis 1926, dérivé des termes parking lot, parking zone ou encore parking bay (« place de stationnement »). Il s'agit aujourd'hui d'un faux-ami car en anglais, le mot ne peut pas référer à un lieu, mais seulement à une action (« parcage, stationnement ») ou à un espace indéfini pour se garer, pas à un parking au sens français du terme. Les termes anglais pour désigner le lieu sont car park, ou parking lot en Amérique du Nord. Parking dérive de to park (« parquer »), du substantif park, issu lui-même du français « parc ».
En France, c'est le terme le plus répandu. La Commission d'enrichissement de la langue française admet le terme « parking », au côté de l'équivalent « parc de stationnement ».
En français canadien, c'est le terme « parc de stationnement », ou simplement « stationnement » qui sont les plus couramment utilisés.
En Suisse et en Belgique, on trouve aussi « aire de parcage ».
L'Académie française déconseille l'usage de « parking » au profit de « parc de stationnement » ; il est également déconseillé par l'Office québécois de la langue française, qui recommande « parc de stationnement », « stationnement » ou « aire de parcage ».

## Types de parkings
En France, on définit un parc de stationnement comme un lieu destiné au stockage des automobiles et remorques en dehors de la voie publique. On distingue les parcs de stationnement dans un immeuble bâti, des parcs de stationnement aménagés sous ou sur le bâtiment.
Au sein des parcs de stationnement couverts, la législation française relative au risque d'incendie distingue différentes catégories de parcs, en fonction de leur destination et du nombre de places.

### Parking de surface
Se situe de plain-pied, à l'extérieur, sur l'espace public ou privé. Ce type de parking comprend le stationnement en voirie (places le long d'une rue, d'un quai, etc.) et les espaces dégagés à cette fin entre des bâtiments, ou établis sur d'anciens champs, d'anciens terrains vagues, etc.
Il comprend aussi le stationnement cyclable et deux-roues motorisés.

### Zone bleue (France)

Modèle de disque de stationnement utilisé en France.

La « zone bleue » est une zone de stationnement réglementé limité dans la durée. Il ne s'agit pas d'un parking à proprement parler, mais d'une zone où le stationnement en voirie est autorisé. Peuvent s'y garer les automobilistes qui possèdent un disque de stationnement. Cet accessoire se compose d'une pochette cartonnée ou plastifiée contenant un disque cartonné, riveté à la pochette en son centre afin de pouvoir tourner. Depuis le 1er janvier 2012, le nouveau disque européen est obligatoire en zone bleue et il ne comporte plus que la fenêtre avec l'heure d'arrivée, l'heure de fin de stationnement autorisée doit être extrapolée en fonction des règles locales : en France la durée autorisée apparait en bas du panneau « stationnement réglementé » ou sur un deuxième panneau spécifique apposé à proximité (exemple : « 30 minutes »). L'automobiliste tourne le disque pour faire apparaître son heure d'arrivée en face de la fenêtre découpée à cet effet dans la pochette, et l'appose contre le pare-brise à l'intérieur de son véhicule. Même si on le trouve encore dans certaines petites villes, cet accessoire, qui a connu son heure de gloire en France dans les années 1970 et dont le principe reposait sur la bonne volonté des automobilistes (nombreux sont ceux qui revenaient changer l'heure de leur disque une fois la durée autorisée écoulée), est aujourd'hui[Quand ?] tombé en désuétude[réf. nécessaire], remplacé par l'horodateur. Celui-ci permet de contrôler la durée de stationnement beaucoup plus efficacement et équitablement et surtout de faire payer l'automobiliste, alors que le stationnement au disque reste finalement non payant.
Le disque fait son retour dans certains centres-villes français, afin d'éviter d'installer des horodateurs coûteux ou régulièrement en panne ou vandalisés.

### Parking fermé ou souterrain
En ville ou sous les aéroports, sous les bâtiments de certaines zones d'activité, souvent sur plusieurs niveaux, ils permettent d'économiser le foncier. Chaque niveau s'apparente à un parking classique, à la différence que l'air y est plus confiné et pollué, que le sol n'y est pas lessivé par les pluies, qu'il peut être recouvert d’un revêtement particulier et que l'on y retrouve des piliers à intervalles réguliers pour soutenir la structure. Des rampes permettent de passer d’un niveau à l'autre. Des ascenseurs ou des escaliers permettent aux occupants des véhicules, une fois ceux-ci garés, de remonter à la surface.
Dans plusieurs pays (dont France), les parkings souterrains sont désormais obligatoires pour toutes les constructions d'immeubles dans certains zonages urbains, avec des prescriptions en matière d'aération, lutte contre l'incendie, sorties de secours, etc..

#### Santé environnementale
La pollution de l'air est importante dans ces milieux confinés ; plus que sur les routes (plus même qu'en bordure de voiries), atteignant des niveaux ayant des effets sanitaires bien documentés pour le personnel qui y séjourneraient ou travailleraient (péage, nettoyage...). Les vapeurs de carburants sont présentes, mais ne sont pas seules en cause,,,,. Certains polluants peuvent ou pourront y être réglementés (au minimum : le monoxyde de carbone (CO) et le dioxyde d'azote (NO2), mais 275 polluants y ont été identifiés comme susceptibles de poser des problèmes : oxydes d'azote (NO et NO2), oxydes de carbone (CO et CO2), particules (micro- et nanoparticules éventuellement), composé organique volatil, métaux, HAP et benzène en particulier). Aux heures de pointe, l'air expulsé par les bouches d'aération peut également être très pollué.
La loi Grenelle I prévoit que ces parkings devront être équipés de prises de courant destinées à recharger les batteries des véhicules électriques, y compris pour les parkings d'entreprise.

#### Polluants attendus dans l'air des parkings souterrains
- Dioxyde d'azote (NO2)[22]
- Monoxyde de carbone (CO)[22]
- Particules en suspension (PM10 et PM2.5)[22]
- Benzène[22]
- Toluène[22]
- Éthylbenzène[22]
- Xylènes[22]
- Buta-1,3-diène[22]
- Méthanal (Formaldéhyde)[22]
- Éthanal (Acétaldéhyde)[22]
- Acroléine[22]
- Naphtalène[22]
- Acénaphtylène [22]
- Acénaphtène [22]
- Phénanthrène [22]
- Anthracène [22]
- Fluoranthène[22]
- Pyrène[22]
- Benzanthracène[22]
- Chrysène[22]
- Benzo(b)fluoranthène[22]
- Benzo(k)fluoranthène[22]
- Benzopyrène[22]
- Dibenzo(ah)antracène[22]
- Benzo(ghi)pérylène[22]
- Indéno(1,2,3-cd)pyrène[22]
- Fluorène[22]
- Arsenic[22]
- Baryum[22]
- Cadmium[22]
- Chrome[22]
- Cobalt[22]
- Cuivre[22]
- Mercure[22]
- Manganèse[22]
- Nickel[22]
- Plomb[22]
- Fumées noires[22]

Certains de ces polluants sont plus lourds que l'air, ou se fixent (adsorption) sur les particules. Les polluants varient selon les contextes (part de véhicules Diesel, essence, agrocarburants, hybride... degré de pente des accès, type d'aération / Ventilation,, pots catalytiques contenant des platinoïdes, etc.). L'air situé en hauteur ou au niveau du sol peuvent contenir des teneurs significativement différentes de certains polluants (à prendre en compte dans les lieux où des travailleurs, des enfants, des bébés en poussettes peuvent passer du temps). De l'amiante peut être également parfois présent.
Selon les données disponibles, ceux qui posent le plus de problèmes (via l'inhalation) sont le monoxyde de carbone (toxique, même pour de courtes expositions), le dioxyde d’azote, le benzène, le formaldéhyde, le benzo(a)pyrène, l'acétaldéhyde, les xylènes, le naphtalène, les particules fines (PM10 et PM2,5), mais au vu des quantités émises et des valeurs toxicologiques de référence, l'acroléine, le 1,3 butadiène et le manganèse sont également jugés préoccupants. Le personnel chargé du nettoyage peut être particulièrement exposé à certains polluants s'ils sont remis en suspension dans l'air (balayage). D'autres facteurs de risques interviennent (par exemple : parkings pour autocars ou camions) ou parc desservant une gare ferroviaire ou situé contre un grand périphérique...).

### Parking à étages
Un parking à étages, aussi nommé parking silo, est un bâtiment construit en extérieur. Son mode de fonctionnement ressemble beaucoup à celui du parking souterrain à la différence qu’il ne demande pas de lourds travaux de creusement. Là aussi des rampes permettent de monter ou de descendre les étages en voiture, et il y a des ascenseurs et des escaliers pour les piétons. Les parkings silo se prêtent particulièrement bien à un fonctionnement mutualisé.

#### Parking ouvert
Un parking ouvert est un parking dont la ventilation est assurée par des baies latérales de ventilation. La ventilation y est naturelle, elle permet les échanges d'air extérieur et intérieur sans participation mécanique. On parle également de parking largement ventilé pour les désigner. L'appellation parking ouvert est dépendante du pays. Elle est déterminée par les normes et les arrêtés de ce pays. Un des grands avantages de ce type de parking est l'économie d'énergie électrique en lumières, car on profite de la clarté extérieure via les ouvertures en façade. Ce type de parking permet donc un meilleur tarif horaire.

### Parc relais
Les parcs relais (P+R) se trouvent en périphérie des villes. Ces parkings sont subventionnés par les collectivités, car ils favorisent la mobilité générale dans la mesure où leur emplacement est choisi stratégiquement.
Les parcs relais sont, en effet, positionnés à proximité immédiate de gares routières ou ferroviaires, des stations de métro ou de tramway, des arrêts de bus... La logique de cette implantation est de favoriser l'intermodularité (la mixité des moyens de transports) afin de désengorger la circulation dans les centres urbains.
Au Canada, on les nomme « stationnements incitatifs » ou, à Québec, « Parc-O-Bus ».

### Parkings automatiques
Les parkings automatiques sont généralement des ouvrages souterrains ou en élévation dont les rampes intérieures sont remplacées par des systèmes de levage et de translation des véhicules. Deux grandes catégories se distinguent sur le marché :
1. Les « norias », sortes de grandes roues verticales où les plateaux se présentent face à l'entrée du véhicule. Ce dernier, une fois laissé sur le plateau, est déplacé par rotation de la noria ;
2. Les « transbordeurs », combinant un ascenseur et une palette qui descendent le véhicule jusqu'à un alvéole puis le remisent par déplacement de la palette le supportant.

Associant électronique et électromécanique, les parkings automatiques restent l'exception en raison de leur coût d'investissement et d'entretien d'abord, mais aussi en raison du temps nécessaire à récupérer son véhicule (égal ou supérieur à une minute). En France, les quelques exemples connus (Cagnes-sur Mer (1), Nice (3), Saint-Étienne, Paris, rue du Grenier Saint-Lazare, boulevard Heurteloup à Tours, etc.) se sont tous avérés des échecs commerciaux.

### Parking privé contre parking public
Un parking public est un espace public qui a été équipé pour pouvoir accueillir des véhicules qui y stationneront. Les conducteurs devront généralement s'acquitter d'une contribution financière pour occuper une place de stationnement. La plupart du temps, les parkings publics, du fait de leurs tarifs et de leur réglementation concernant la durée, sont adaptés à un usage de moyenne, voire courte durée.
Les parkings privés se trouvent, comme leur nom l'indique, dans des lieux privés comme les immeubles collectifs ou les résidences. Ils peuvent être utilisés par les résidents ou par des propriétaires ou locataires extérieurs.
En France, le concept de mutualisation public/privé est mis à profit depuis quelques années dans des opérations immobilières pour concevoir dès l'origine des parcs de stationnement privés accueillant du public. Il existe des parkings publics appartenant à des collectivités territoriales, qui peuvent être ouverts à tout public ou réservés à des abonnés, et des parkings commerciaux ouverts au public (clientèle horaire ou abonnée) mais appartenant à un opérateur privé.

## Technique
Dans les parkings souterrains, on utilise différentes techniques afin de maximiser la sécurité, d'optimiser la gestion du site et de rendre le parking agréable et simple à utiliser.
Les systèmes de guidage à la place sont devenus des éléments incontournables pour améliorer la rotation et la gestion des flux dans les parkings et à leurs abords, apporter un réel confort aux usagers, et réduire l'impact sur l'environnement.
La problématique de la circulation dans les parkings de grande dimension (plusieurs centaines de places) que l'on retrouve dans les hypermarchés et les centres commerciaux est de plus en plus étudiée par les responsables de ces parkings. Cependant, ces problèmes de circulation ne sont que depuis peu étudiés par des bureaux d'études spécialisés.

### Ventilation
Dans les parkings souterrains, on utilise des capteurs d'air afin d'analyser  en temps réel le niveau de CO (monoxyde de carbone) ou CO2 (dioxyde de carbone) et NO (monoxyde d'azote) ou NO2 (dioxyde d'azote). Selon le résultat des mesures, la pulsion et aspiration d'air du parking sont activées. Si malgré l'activation des ventilations, les niveaux ne baissent pas, la vitesse de ventilation est augmentée.
Enfin, au-dessus d'un certain niveau, des alarmes sont activées.

### Éclairage
L'éclairage "Des parcs de stationnements non couverts ou semi-couverts" est régi par les dispositions de l'Arrêté du 27 décembre 2018 relatif à la prévention, à la réduction et à la limitation des nuisances lumineuses.
L'article 2, IV, dispose que Les éclairages des parcs de stationnement annexés à un lieu ou zone d’activité sont allumés au plus tôt au coucher du soleil et sont éteints 2 heures après la cessation de l’activité. Ces éclairages peuvent être rallumés à 7 heures du matin au plus tôt ou 1 heure avant le début de l’activité si celle-ci s’exerce plus tôt.
De plus, l'article 3 impose des prescriptions techniques.
L'éclairage et une importante dépense pour l'exploitant du parking. Toutes les technologies disponibles sont donc utilisées pour réduire la consommation d'électricité. Les lampes à décharge sont souvent utilisées, notamment au sodium haute et basse pression (lumière jaune-orangé).
Les parkings modernes privilégient l'éclairage par lumière blanche. Les halogénures métalliques sont alors une alternative de choix.

### Accès
La gestion des accès permet d'augmenter la sécurité et la rentabilité du site. Plusieurs fournisseurs de péages proposent des systèmes de contrôle d'accès.

#### Accès des piétons
Les accès destinés aux piétons répondent à une double problématique :
- constituer une issue confortable du parking. En France, ils ne doivent pas être situés à plus de 40 mètres d'un point quelconque si deux accès sont accessibles, et pas à plus de 25 m si un seul accès est utilisable.
- protéger les piétons en cas d'incendie. En France, le degré coupe-feu des éléments de construction doit être au minimum de trois heures, de façon à assurer la stabilité de l'ouvrage et permettre une évacuation en toute sécurité.

Les ouvrages récents mettent en œuvre de nombreuses transparences destinées à lutter contre le sentiment d'enfermement (portes vitrées, baies vitrées, etc.) et renforcer l'impression de sécurité.

#### Accès des véhicules

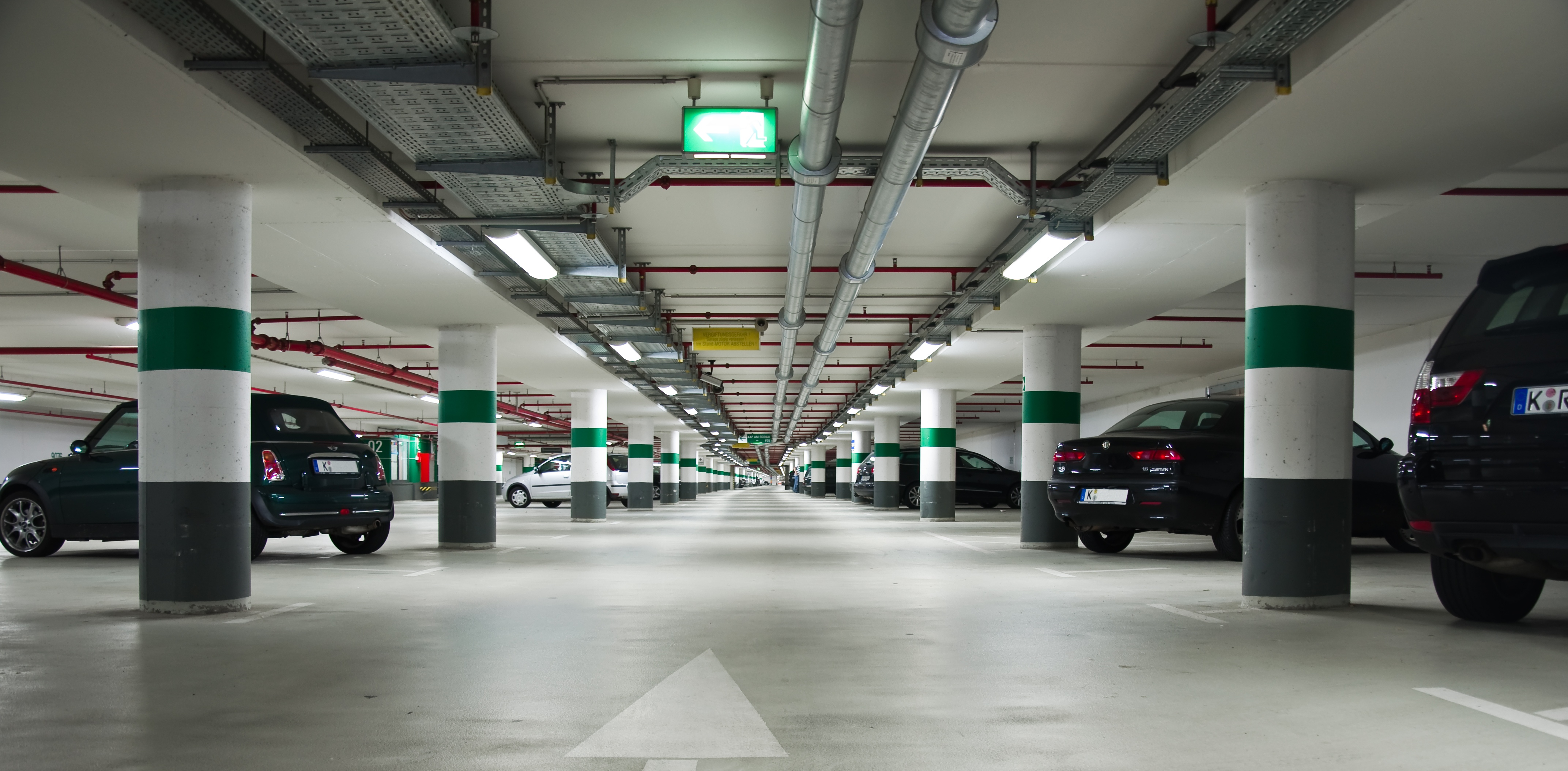
Garage souterrain à Cologne, Allemagne.

Rampes à simple ou double sens, droites ou courbes, contrôlées ou non par des dispositifs électro-mécaniques, les rampes répondent, elles aussi, à différentes normes d'implantation. Leur largeur, leur pente, leur diamètre, sont autant de facteurs à prendre en compte lors de la conception des ouvrages. En centre urbain dense, la position des rampes est, le plus souvent, un exercice compliqué en raison de l'empilement des contraintes (réseaux souterrains, périmètres de protection d'immeubles classés, voies de circulation, éloignement des carrefours, etc.).
Les pentes admissibles sont  :
- 18 % max. sur l’ensemble de la rampe (pente optimale 11 %).
- En pied de rampe, une courbure d'un rayon de 15 mètres minimum est requise.
- En haut de rampe courante, une courbure d'un rayon de 10 mètres minimum est requise.
- Sur une longueur horizontale de 4 mètres en haut de la rampe débouchant sur la voie publique, la pente ne peut excéder 5 %.

La largeur des voies de circulations et des rampes entre murs et/ou poteaux est au moins de[réf. nécessaire] :
- 3 m en partie droite en sens unique (2,80 m pour les parcs de stationnement privés) ;
- 5,50 m en partie droite à double sens (5 m pour les parcs de stationnement privés) ;
- 4 m en courbe à en sens unique ;
- 3,50 m (voie intérieure) / 3 m (voie extérieure) en courbe à double sens.

#### Équipement de gestion

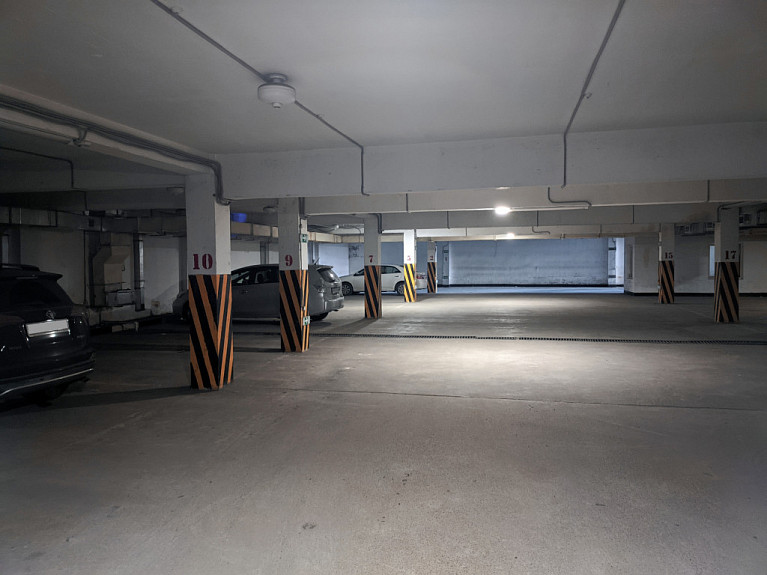
Parking souterrain dans l'un des centres commerciaux. Oulan-Oude, Bouriatie, Russie.

Les équipements de gestion des parkings vont de la simple barrière manuelle aux systèmes les plus sophistiqués avec reconnaissance de plaque minéralogique et gestion technique centralisée. Les principaux équipements sont :
- Le système de péage, comprenant les barrières d'entrée et de sortie ainsi que les caisses de péage à pied et l'unité centrale de gestion. Les systèmes modernes acceptent le paiement en espèces, par cartes de crédit, par cartes privatives (compagnies pétrolières, grands magasins, etc., par transpondeurs autoroutiers et accepteront dans un avenir très proche le paiement par téléphone portable ou étiquette RFID.
- La gestion technique centralisée (GTC) permet le pilotage et la surveillance de l'ensemble des équipements techniques (éclairage, ventilation, détection incendie, détection CO, alarmes, etc.). Constituée d'un réseau de points d'auscultation (plus de 1 000 dans les grands parkings), la GTC est le centre de contrôle opérationnel et retrace l'ensemble des évènements qui affectent le parking.
- La vidéosurveillance, interfacée ou non avec la GTC, permet le contrôle visuel du parking et la levée de doute en cas d'incident. En France et dans de nombreux pays les conditions d'enregistrement sont réglementées.
- L'interphonie relie l'ensemble des points névralgiques du parking (ascenseurs, caisses, sorties piétons, barrières, etc.) avec le poste de gestion situé dans l'ouvrage ou déporté dans un PC spécialisé.
- Les systèmes de détection de présence de véhicules, interfacées avec la GTC ou en boucle fermée avec un système de guidage électronique, permet le guidage des visiteurs dès l'entrée du parking (nombre de places disponibles) et à l'intérieur du parking (nombre de places disponibles par étage et zones de disponibilité) qu'il soit en ouvrage ou en surface[33].

#### Guidage à la place
Le guidage à la place est un concept qui permet de trouver immédiatement la place libre de son choix dans un parc de stationnement, même en cas de forte affluence. Le système indique aux automobilistes les places disponibles par zones, par niveaux, et dans les allées de circulation, et apporte à l'exploitant des statistiques très détaillées sur l'occupation du parc.
Chaque place de stationnement, est équipée d'un capteur qui détecte la présence des véhicules stationnés et la transmet en temps réel au système. Deux systèmes existent actuellement[Où ?] :
1. Des capteurs à ultrasons (ou, plus rarement, à infrarouge) placés en hauteur au-dessus ou devant les places avec un voyant lumineux à diodes LED devant chaque place, qui indique aux usagers, en temps réel, les places disponibles (voyant vert), les places disponibles réservées aux handicapés (voyant bleu) et occupées (voyant rouge). Cette technologie reste aujourd'hui de loin la plus fiable dans les parkings couverts. Pour que ce système soit efficace pour les usagers, les voyants à LED doivent être à haute luminosité et omnidirectionnels (visibles sur 360°) et pour être bien visibles dans tout le parking. Le montage en hauteur évite aussi tout risque de chocs ou de vandalisme sur les équipements. L'ensemble capteur/voyant peut-être composé de deux blocs (le capteur placé au-dessus de la place et le voyant LED placé devant celle-ci) ou monobloc (capteur et voyant sont regroupés dans un boîtier unique placé devant la place, réduisant ainsi les coûts d'installation).
2. Dans des cas très particuliers : des capteurs à induction magnétique placés au sol, qui transmettent l'information par radiofréquence formant un réseau de capteurs. La technologie RFID sur laquelle repose ce système sans-fil permet un comptage dans les parkings à l'extérieur. Cette solution évite une partie des câblages, mais ne permet pas d'indiquer aux usagers les places libres dans les allées : sa fonction est donc d'indiquer le nombre total des places libres par zone et par allée sur des afficheurs. Mais l’installation de ces afficheurs de comptage en extérieur est complexe et nécessite des travaux de structure importants et onéreux. Enfin, le principe de détection de la variation de champ magnétique a une fiabilité limitée. En effet,  il existe dans les parkings diverses sources de variations de champ magnétique qui créent des perturbations qui génèrent le plus souvent des erreurs de comptage. Il existe depuis peu des capteurs « double technologie » embarquant en plus de la détection magnétique « traditionnelle » un capteur infrarouge augmentant ainsi de façon significative (supérieure à 98 %) la précision du capteur. Ces capteurs au sol fonctionnent sur piles qu'il faut aussi changer après quelques années. Ils présentent également des risques quant à la fiabilité au niveau de l'étanchéité (nettoyeurs haute pression à proscrire). On utilisera de préférence des capteurs totalement étanches (IP 67) à « autonomie prolongée » (8 /10 ans).

Il faut tenir compte du coût des installations : VRD, maintenance des afficheurs de comptage soumis aux fortes lumières, aux intempéries et aux variations de températures, etc. Il y a toujours des travaux à prévoir dont les coûts de mise en œuvre sont à évaluer au cas par cas avec les souvent des aléas : pose de caissons et de poteaux, câblages enterrés, etc.
Un système de guidage dynamique intérieur permet de trouver une place environ quatre fois plus vite que dans un parking intérieur non équipé. Le flux de trafic dans les parcs équipés est fortement réduit, ce qui permet d'augmenter, non seulement la rotation, mais encore jusqu'à 12 % le nombre de places dans une structure existante.
L'investissement d'un tel système est très rentable pour les exploitants, car dans la pratique, un système de guidage performant et bien étudié apporte un surcroît d'occupation qui finance le système sur une période de quelques années au maximum.
Les systèmes de guidage intérieurs de technologie plus ancienne nécessitent de multiples boîtiers relais et d'alimentation un peu partout dans les parkings, ce qui les rend vulnérables au vandalisme, et complexe à installer et à entretenir.  Chaque boitier relais ne peut gérer qu'un nombre limité de places, ce qui contraint à poser de nombreux boîtiers dispersés dans les parkings... Ces systèmes d'ancienne génération sont peu visibles, et donc moins efficaces.
Les systèmes de guidage intérieurs de dernière génération, plus performants, centralisent tous les équipements en un point dans un local technique inaccessible aux usagers et leurs voyants dans le parking sont hautement visibles sur 360° à plus de 100 mètres.  Ils sont basés sur une conception modulaire et bénéficient des techniques de pointe en électronique : ils sont nettement plus fiables, plus esthétiques, plus simples à installer, et donc moins coûteux pour l'exploitant et plus utile aux usagers.
Cette dernière génération de systèmes de guidage intérieurs innovants permet de guider les usagers pour chaque type de place, par exemple, vers les places « génériques », les places « PMR » (« personnes à mobilité réduite »), les places « famille », les places de rechargement électrique. Ainsi, chaque type d'usager est guidé dès son arrivée vers le type de place qui lui correspond. Pour cela, ce système utilise dans les parkings les techniques de pointe d'afficheurs graphiques à diodes LED : ils permettent d'afficher la disponibilité de chaque type de place (PMR, famille, etc.) sur un seul afficheur. C'est un avantage considérable notamment pour les personnes à mobilité réduite qui bénéficient ainsi d'un guidage spécifique vers les places qui leur sont réservées dès leur arrivée au parking.
Sur ces systèmes de dernière génération, les textes des afficheurs du parking sont aussi multilingues, ce qui est très appréciable sur les sites à caractère international (aéroports, gares, sites touristiques, etc.).
Grâce aux afficheurs graphiques à LED, l'exploitant peut aussi afficher des messages variables, défilants ou alternants, pour donner des informations générales aux usagers. Ces afficheurs graphiques ont aussi l'avantage d'être très clairs et intuitifs pour les usagers qui les apprécient, car ils permettent de réduire le nombre d'afficheurs installés tout en offrant plus de fonctionnalités.
Les meilleurs systèmes sont ouverts et évolutifs et permettent même de remplir les zones ou niveaux du parking de manière séquentielle. Ils gèrent les éclairages et la ventilation en fonction de l'occupation des zones du parking, et peuvent même être couplés aux systèmes de sécurité : la baisse des consommations énergétiques du parking est alors spectaculaire. Un avantage de plus très appréciable pour les exploitants et pour l'environnement.
Dans la pratique, on constate que les usagers s'habituent extrêmement vite au confort que les systèmes de guidage performants leur apportent et se fidélisent aux sites équipés : les centres commerciaux dont les parkings sont équipés de guidage à la place voient généralement leur fréquentation augmenter sensiblement après la mise en service d'un système de dernière génération hautement visible.

### Dimensions

#### France
En France, les dimensions des places de parking sont fixées par les normes NF-P 91-100 (Parcs de stationnements accessibles au public) et NF-P 91-120 (parcs de stationnement privés).
Pour un stationnement dit « en bataille » (places perpendiculaires à la circulation), une largeur minimale de 2,30 mètres est exigée si l'emplacement est libre de tout obstacle latéral. Cette dimension est augmentée en cas d'obstacles latéraux (poteaux, murs...) et peut atteindre 2,60 m dans le cas d'une place présentant des murs de chaque côté et sur toute la longueur. La profondeur minimale d'une place en bataille sera de 5 mètres. Un dégagement libre supérieur ou égal à 5 m est exigé devant chaque place.
Les allées de circulation sont au minimum de :
- 3,00 m pour les voies à sens unique (2,80 m pour les parcs de stationnement privés)
- 5,50 m pour les voies à double sens (5,00 m pour les parcs de stationnement privés).

Pour les personnes handicapées, la largeur minimale d'une place est de 3,30 mètres.
Le nombre de places adaptées aux handicapés doit représenter au minimum 2 % du nombre total de places prévues pour les occupants. Il en est de même pour le nombre de places prévues pour les visiteurs qui s'ajoutent aux places des occupants. Dans tous les cas, le nombre minimal de places adaptées est arrondi à l'unité supérieure. Exemple : pour quinze places d'occupants et deux places visiteurs, il convient de prévoir une place accessible aux handicapés pour les occupants et une autre pour les visiteurs.
Dans le cas de programmes de logements, le nombre minimal de places réservées aux handicapés est porté à 5 % du nombre de places requises, arrondi au chiffre supérieur.

#### Autres
Dans d'autres pays, les dimensions résultent soit de normes propres au pays (cas de la Suisse, de l'Allemagne, de l'Espagne, etc.), soit de normes municipales (cas de Moscou en Russie), soit de recommandations (Grande-Bretagne). La logique prévalant à l'établissement de ces normes peut être purement dimensionnelle (c'est le cas de la France) ou tenir compte du parc de véhicules (gamme supérieure, moyenne, ou inférieure) ou bien encore de l'usage (parking de centre commercial, de bureaux ou résidentiels).

## Culture

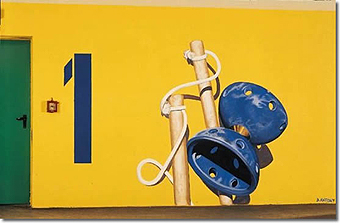
Peinture murale de Dominique Antony, parc de stationnement Broglie à Strasbourg.

Les parkings sont souvent choisis comme lieu d'action dans les œuvres culturelles telles que les films et les jeux vidéo. Emblèmes d'endroits sordides et dangereux dans les années 1960, les parkings modernes s'attachent à recréer un espace accueillant (peinture, éclairage, transparences, etc.).

### Intervention artistique
L’approche des problèmes de stationnement, de repérage, d’orientation et de circulation à l’intérieur des parcs passe une sollicitation du regard, s’adresse à la faculté de mémoriser, alliant également logique et agrément.
La présence d’un évènement artistique, telle qu'une peinture murale sur les murs d’un parc de stationnement, contribue à la qualité du cadre de vie. Cette démarche vers l’usager incite très naturellement au respect des lieux ainsi traités.
Ainsi valorisés, les parcs de stationnement, espaces de transition pour les usagers entre l'automobile et la ville, se transforment et peuvent à bon compte devenir respectables et respectés.